# Синара (река)
Сина́ра (Синара́) — река в России, протекает в основном в Челябинской области (небольшие участки реки расположены в Свердловской и Курганской областях), правый приток реки Исети.

## Название
Предположительно, уральский гидроним Синара относится к древнеугорской гидронимии протомадьярского происхождения.

## География

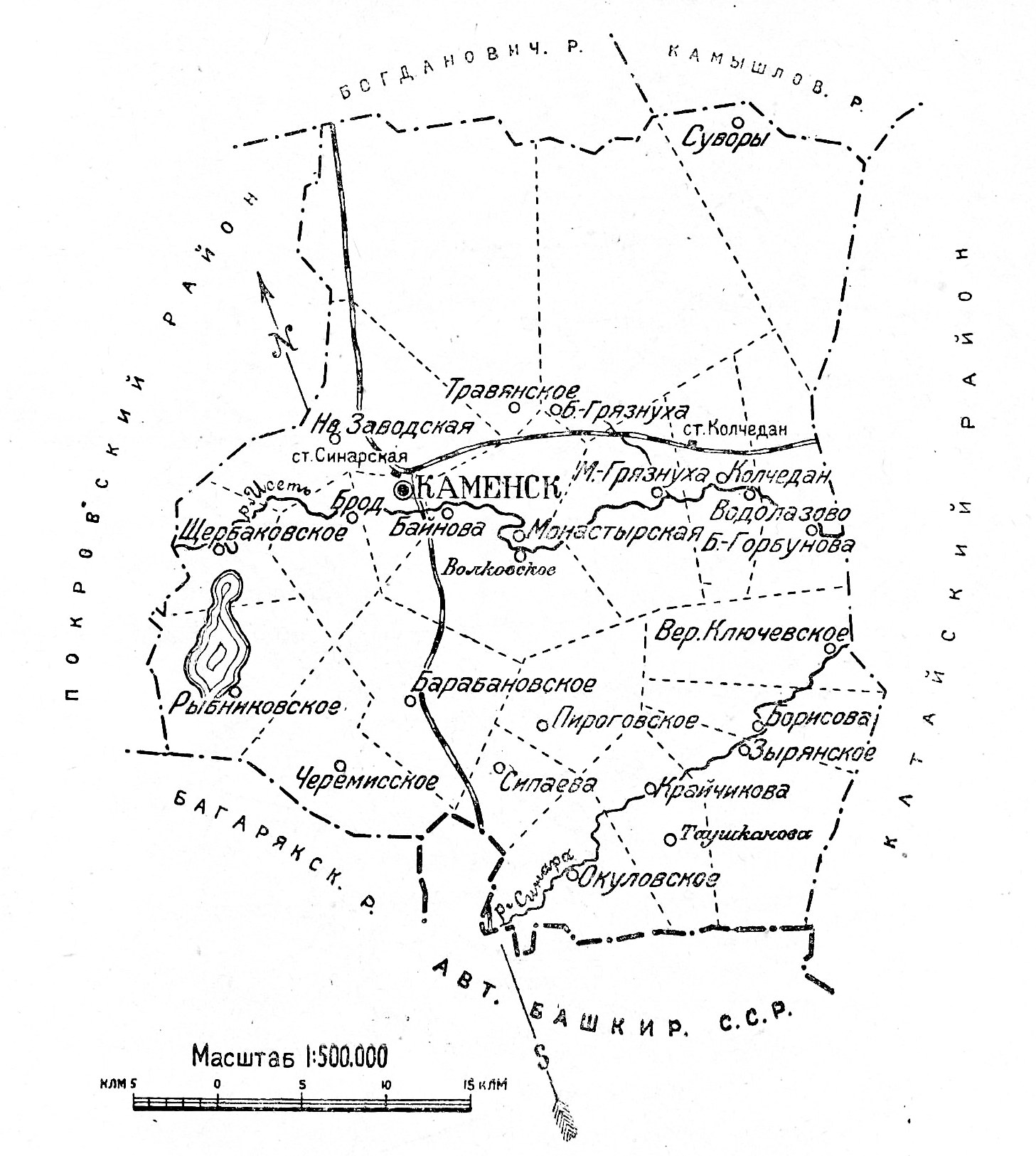
Река Синара на схеме Каменского района Уральской области; 1928 год

Синара является одной из самых северных рек Челябинской области. Река берёт начало в озере Синара на высоте 247 метров над уровнем моря. В верхней половине течёт на восток, в нижней генеральным направлением течения становится северо-восток. Длина реки составляет 148 километров. Площадь водосборного бассейна — 6690 км². Устье реки находится в 402 километрах по правому берегу реки Исети на высоте 94 метра над уровнем моря.
Река извилистая, ширина русла — 12—40 метров. Скорость течения — 0,3 м/с. Средний уклон реки — 1,3 м/км. Расход воды на отметке ниже устья реки Багаряк составляет 6,8 м³/с. По берегам реки произрастают высокие травы и кустарники.
Вдоль течения реки расположены следующие населённые пункты Челябинской области: Снежинск, Воскресенское, Тюбук, Булзи, Юшково, Усть-Караболка, Карино, Усть-Багаряк, Синарский; Свердловской области: Чайкина, Синарский, Новый Быт, Окулово, Потаскуева, Крайчикова; Курганской области: Чернушка, Зырянка, Борисова, Марай, Верхнеключевское.

## Притоки
(км от устья)
- 14 км: Марай;
- 22 км: Чернушка;
- 25 км: Таушкановка;
- 25 км: Исток;
- 41 км: Багаряк;
- 70 км: Караболка;
- 95 км: Топка[8].

## Данные водного реестра
По данным государственного водного реестра России, Синара относится к Иртышскому бассейновому округу, речному бассейну Иртыша, речному подбассейну Тобола. Водохозяйственный участок реки — Исеть от города Екатеринбурга до впадения реки Течи.
Код объекта в государственном водном реестре — 14010500612111200002935.

## Археологические объекты
По берегам Синары обнаружены археологические объекты в виде городищ относящиеся к эпохам развитого железа, иткульской, иткульско-гамаюнской культурам: Большое Сигрякское, Среднее Сигрякское, Малое Сигрякское, Матайкул, Маленькое, Нижнее Синарское I, Нижнее Синарское II; стоянки: Карино. Городища обнаружены и на берегу притока — реки Багаряк.